# ملفين ساندرز
ملفين ساندرز (بالإنجليزية: Melvin Sanders)‏ مواليد 3 يناير 1981 في ليبرال، هو لاعب كرة سلة أمريكي. بدأ مسيرته الاحترافية في سنة 2003. يبلغ طوله 6 قدم 5 بوصة (2.0 م).

## المسيرة الاحترافية
لعب مع بالاكانسترو فاريزي في الدوري الإيطالي في سنة 2004، ثم لعب مع نادي أوستند لكرة السلة في سنة 2005، ثم لعب مع سان أنطونيو سبرز في سنة 2005، ثم لعب مع سان أنطونيو سبرز في سنة 2006، ثم لعب مع سان أنطونيو سبرز في سنة 2006.

## روابط خارجية
- ملفين ساندرز على موقع إن بي أي (الإنجليزية)
- ملفين ساندرز على موقع سبورتس رفرنس (الإنجليزية)
- ملفين ساندرز على موقع الدوري الإسباني لكرة السلة (الإسبانية)
- ملفين ساندرز على موقع كرة السلة الأوروبية.كوم (الإنجليزية)
- ملفين ساندرز على موقع كلية كرة السلة في سبورتس رفرنس.كوم (الإنجليزية)
- ملفين ساندرز على موقع ريلجم (الإنجليزية)
- ملفين ساندرز على موقع بروبوليرز (الإنجليزية)
- ملفين ساندرز على موقع سبورتس رفرنس (الإنجليزية)
- ملفين ساندرز على موقع سبورتس رفرنس (الإنجليزية)